# Tantilla sertula
Tantilla sertula este o specie de șerpi din genul Tantilla, familia Colubridae, descrisă de William M. Wilson și Campbell în anul 2000. Conform Catalogue of Life specia Tantilla sertula nu are subspecii cunoscute.